# 東芝野球部
東芝野球部（とうしばやきゅうぶ）は、神奈川県川崎市に本拠地を置き、日本野球連盟に加盟する社会人野球の企業チームである。合宿所・練習グラウンドは、神奈川県横浜市に所在する。
運営母体は、電機メーカーの東芝。獲得した全国タイトルが、全国の社会人野球チームでENEOSに次ぐ第2位の計10回（全日本アマチュア王座決定戦優勝1回・都市対抗優勝7回・日本選手権優勝2回）を誇り、プロ野球選手や日本代表選手を多数輩出する全国でも屈指の強豪チームである。

## 概要
1958年、電機メーカーの東芝が本店所在地のある神奈川県川崎市を本拠地として創部。列強の居並ぶ神奈川地区においては比較的後発チームであるが、積極的なチーム作りが奏功し、早いうちから全国大会に出場している。
1960年の都市対抗野球で初出場（初戦敗退）すると、6回目の挑戦となった1978年の都市対抗野球で初優勝を果たした。
1980年、日本選手権に初出場（初戦敗退）した。
1983年の都市対抗野球で2度目の優勝を遂げると、1988年には都市対抗野球で3度目の優勝、さらに日本選手権で初優勝を果たし、史上初となる同一年2大大会制覇を達成した。
1991年の都市対抗野球で4度目の優勝を果たし、1992年の日本選手権では2度目の優勝を果たした。
1999年、都市対抗野球で5度目の優勝を果たした。秋シーズンから東京都府中市にある府中工場を拠点に活動していた東芝府中野球部を統合し、会社唯一の硬式野球部となり活動を続けている。府中チームと統合後は、全国大会への出場を逃したり、出場しても早期で敗退するなど低迷期を迎えたが、中堅・ベテラン陣の活躍で盛り返し、2007年の都市対抗野球で6度目の優勝を勝ち取った。
2004年9月には、川崎市ホームタウンスポーツ推進パートナーに認定され、地域への活動に積極的に関わるようになった。
2009年、チーム愛称「東芝野球部ブレイブアレウス（BRAVE AREUS）」を制定した。「アレウス」は、ギリシア神話のアレースに由来する。
2010年、都市対抗野球で7度目の優勝を果たした。

## 設立・沿革
- 1958年 - 創部。
- 1960年 - 都市対抗野球に初出場（初戦敗退）。
- 1978年 - 都市対抗野球で初優勝。
- 1980年 - 日本選手権に初出場（初戦敗退）。
- 1983年 - 都市対抗野球で2度目の優勝
- 1988年 - 都市対抗野球で3度目の優勝。日本選手権で初優勝。史上初となる同一年2大大会制覇を達成。
- 1991年 - 都市対抗野球で4度目の優勝。
- 1992年 - 日本選手権で2度目の優勝。
- 1994年 - 数ヶ月前にヤクルト球団の入団テスト不合格となり日本ハム球団入団テスト受験希望する成人式直後のフリーター（91年春夏甲子園に埼玉県代表チーム主将として出場しオリックス野球クラブ編成部長上田利治から高い評価得たが青学大進学し入学早々中退）城石憲之を3ヶ月間のみ練習生として受け入れた。
- 1999年 - 都市対抗野球で5度目の優勝。秋シーズンから東芝府中を統合。
- 2007年 - 都市対抗野球で6度目の優勝。
- 2010年 - 都市対抗野球で7度目の優勝。

## 練習場
- 東芝総合グラウンド（神奈川県横浜市鶴見区上末吉5-23-1）

鶴見駅東口より横浜市営バス13系統（一の瀬・新横浜駅・綱島駅行き）で15分、末吉橋で下車し徒歩5分。
東急東横線の綱島駅より川崎鶴見臨港バスで15分、末吉橋西で下車し徒歩5分。
小高い丘の上にある。練習場にある観客席のうち、バックネット裏は関係者席であるため一般人は入れない。内野はベンチのような自由席となっており一般観戦が可能である。

## 主要大会の出場歴・最高成績

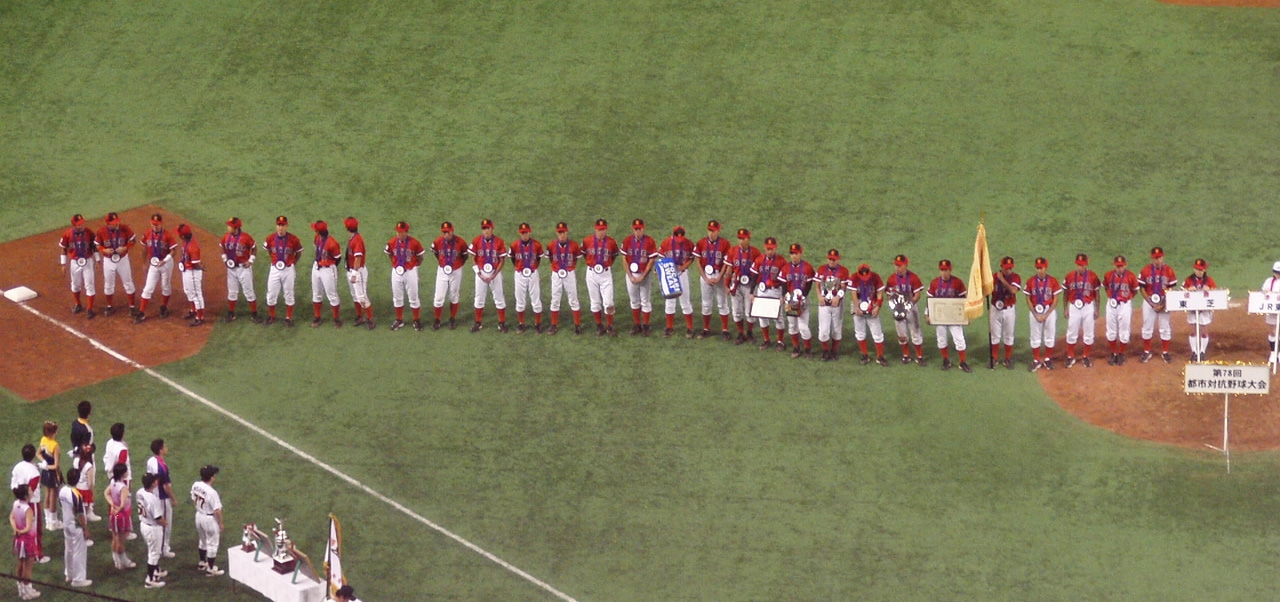
第78回都市対抗野球大会・優勝 （2007年）

- 全日本アマチュア野球王座決定戦　出場1回、優勝1回（1992年）
- 都市対抗野球大会：出場44回、優勝7回（1978、1983、1988、1991、1999、2007、2010年）、準優勝3回（1981、1985、1987年）
- 社会人野球日本選手権大会：出場32回、優勝2回（1988、1992年）、準優勝3回（1983、2000、2001年）
- JABA北海道大会：優勝1回（1992年）
- JABA東京スポニチ大会：優勝12回（1963、1974、1977、1979、1981、1983、1996、1999、2003、2004、2022、2023年）
- JABAベーブルース杯争奪大会：優勝1回（1982年）
- JABA京都大会：優勝2回（1989、2024年）
- JABA岡山大会：優勝8回（1980、1981、1982、1983、1985、1991、1993、2006年）
- JABA四国大会：優勝3回（1989年、2019年、2021年）
- JABA九州大会：優勝10回（1975、1977、1987、1988、1989、1990、1991、1992、1995、1996年）
- JABA日立市長杯選抜野球大会：優勝1回（1987年）
- JABA新潟大会：優勝2回（1963、1985年）
- JABA高山市長旗・飛騨市長杯争奪高山大会：優勝1回（2006年）
- JABA伊勢・松阪大会：優勝2回（2019、2023年）

## 主な出身プロ野球選手
- 永淵洋三（投手） - 1967年ドラフト2位で近鉄バファローズに入団
- 二宮忠士（内野手） - 1967年ドラフト2位で東映フライヤーズに入団
- 切通猛（外野手） - 1968年ドラフト9位で阪急ブレーブスから指名を受け、翌1969年シーズン途中に入団
- 中村順二（投手） - 1970年ドラフト3位で東京オリオンズに入団
- 米山哲夫（内野手） - 1970年ドラフト5位で西鉄ライオンズに入団
- 杉山知隆（投手） - 1972年ドラフト2位で大洋ホエールズに入団
- 中村正義（捕手） - 1972年ドラフト外で太平洋クラブライオンズに入団
- 高代延博（内野手） - 1978年ドラフト1位で日本ハムファイターズに入団
- 八木茂（内野手） - 1979年ドラフト3位で阪急ブレーブスに入団
- 小嶋正宣（投手） - 1980年ドラフト外で阪急ブレーブスに入団
- 広橋公寿（投手） - 1980年ドラフト外で西武ライオンズに入団
- 菊地恭一（外野手） - 1981年ドラフト2位で横浜大洋ホエールズに入団
- 及川美喜男（外野手） - 1981年ドラフト6位で広島東洋カープに入団
- 成田幸洋（投手） - 1982年ドラフト5位で西武ライオンズに入団
- 川端順（投手） - 1983年ドラフト1位で広島東洋カープに入団
- 青木秀夫（投手） - 1983年ドラフト2位で横浜大洋ホエールズに入団
- 伊藤寿文（捕手） - 1983年ドラフト4位で広島東洋カープに入団
- 青島健太（内野手） - 1984年ドラフト外でヤクルトスワローズに入団
- 真喜志康永（内野手） - 1986年ドラフト3位で近鉄バファローズに入団
- 近藤芳久（投手） - 1988年ドラフト4位で広島東洋カープに入団
- 南渕時高（内野手） - 1989年ドラフト4位でロッテオリオンズに入団
- 丹波健二（内野手） - 1991年ドラフト3位で千葉ロッテマリーンズに入団
- 蒲谷和茂（投手） - 退団後、西武ライオンズに練習生を経て、1991年ドラフト9位で西武ライオンズに入団
- 杉山賢人（投手） - 1992年ドラフト1位で西武ライオンズに入団
- 岡本克道（投手） - 1996年ドラフト5位で福岡ダイエーホークスに入団
- 坪井智哉（外野手） - 1997年ドラフト4位で阪神タイガースに入団
- 高橋尚成（投手） - 1999年ドラフト1位（逆指名）で読売ジャイアンツに入団
- 清水直行（投手） - 1999年ドラフト2位（逆指名）で千葉ロッテマリーンズに入団
- 戸部浩（投手） - 1999年ドラフト3位で千葉ロッテマリーンズに入団
- 香月良太（投手） - 2003年ドラフト自由獲得枠で大阪近鉄バファローズに入団
- 増井浩俊（投手） - 2009年ドラフト5位で北海道日本ハムファイターズに入団
- 安達了一（内野手） - 2011年ドラフト1位でオリックス・バファローズに入団
- 江柄子裕樹（投手） - 2011年ドラフト6位で読売ジャイアンツに入団
- 新垣勇人（投手） - 2012年ドラフト5位で北海道日本ハムファイターズに入団、退団後に東芝コーチ
- 谷岡竜平（投手） - 2016年ドラフト3位で読売ジャイアンツに入団
- 宮川哲（投手） - 2019年ドラフト1位で埼玉西武ライオンズに入団
- 岡野祐一郎（投手） - 2019年ドラフト3位で中日ドラゴンズに入団
- 吉村貢司郎（投手） - 2022年ドラフト1位で東京ヤクルトスワローズに入団

## かつて在籍していた主な選手・コーチ・監督
- 磯村秀人（投手） - 選手として在籍。2007年の都市対抗野球で橋戸賞を獲得。
- 印出順彦（内野手） - 選手・コーチ・監督として在籍。2007年と2010年に都市対抗野球大会優勝に導く。
- 大田垣耕造（投手） - 選手・コーチ・監督として在籍。アトランタオリンピック日本代表投手コーチ、シドニーオリンピック日本代表監督。
- 葛城弘樹（内野手） - 選手・コーチとして在籍。ソウルオリンピック日本代表。
- 黒紙義弘（投手） - 選手・コーチとして在籍。1978年の第49回都市対抗野球大会でチームに初優勝をもたらし橋戸賞を獲得、社会人ベストナインを2度受賞。
- 菊池総（投手） - 選手として在籍。ソウルオリンピック日本代表。
- 木村重太郎（投手） - 選手として在籍。アトランタオリンピック日本代表。
- グエン・トラン・フォク・アン（投手） - 選手として在籍。在日ベトナム人。
- 鈴木義信 - 選手・監督として在籍。ロサンゼルスオリンピック日本代表コーチ、ソウルオリンピック日本代表監督。
- 須田喜照（投手） - 選手として在籍。1999年の都市対抗野球で橋戸賞を獲得。
- 高見泰範（捕手） - 選手・コーチ・監督として在籍。バルセロナオリンピック日本代表。
- 谷口英規（内野手） - 選手として在籍。現在は、上武大学硬式野球部の監督。
- 中野真博（投手） - 選手・コーチとして在籍。高校時代、センバツ史上2人目となる完全試合を達成。
- 西岡浩史（内野手） - 選手引退後は東芝の常務や東芝エレベータの社長を務めた。
- 平田ブルーノ（捕手） - 選手として在籍。第3回WBCブラジル代表。
- 平馬淳（内野手） - 選手・コーチとして在籍。シドニーオリンピック日本代表。現監督。
- 福本勝幸（外野手） - 選手・監督として在籍。ロサンゼルスオリンピック日本代表。
- 藤田卓史（投手） - 選手として在籍。2010年の都市対抗野球で橋戸賞を獲得。